# Tunku Puan Zanariah
Tengku Zanariah binti Almarhum Tengku Ahmad (Pasir Mas, 5 luglio 1940 – Johor Bahru, 17 marzo 2019) è stata sultana di Johor dal 1981 al 2009 e Raja Permaisuri Agong della Malaysia dal 1984 al 1989.

## Primi anni di vita
Tunku Puan Zanariah nacque nel Dusun Green Palace di Pasir Mas nel Kelantan il 5 luglio 1940 ed era la settima dei nove figli di Tengku Long Ahmad bin Tengku 'Abdu'l Ja'afar, Tengku Panglima Raja di Kelantan e di sua moglie Che' Puan Hajjah Fatima binti Dato 'Abdu'l Hamid. Suo padre era figlio del sultano Muhammad II di Kelantan. Sua sorella, Tengku Nora, era sposata con il suo futuro suocero, il sultano Ibrahim Ismail di Johor. Sua madre era figlia di Dato' 'Abdu'l Hamid bin 'Abu Bakar, un probabile figlio illegittimo del sultano Abu Bakar di Johor.
Dal 1946 al 1949 studiò presso la Sultanah Zainab School, una scuola primaria del Kelantan. Tra il 1950 e il 1952 studiò presso il Convento di Bukit Nanas a Kuala Lumpur prima di tornare nel suo stato di origine, dove proseguì gli studi alla Sultan Ibrahim School di Pasir Mas. Su incoraggiamento del padre e visto il proprio desiderio di formarsi per il futuro, nel 1954 partì per l'Inghilterra per proseguire gli studi presso la Scuola Superiore Chime, nell'isola di Wight.
Durante il periodo di studio in Inghilterra, Tengku Zanariah incontrò Tunku Iskandar che stava studiando nella stessa isola. Si sposarono il 20 agosto 1961 e divenne madre di sei figli.

## Sultana di Johor
Nel 1981 suo marito divenne sultano di Johor. Anche se Tunku Puan Zanariah portava il titolo di sultana, non venne mai incoronata formalmente.
Nel 1982 Tunku Zanariah promosse e istituì il Majlis Wanita Negeri Johor o MAWAR (Consiglio delle donne di Johor), che organizza varie attività religiose, come le celebrazione per il compleanno del Profeta presso la sua sede a Sungai Gatto Road a Johor Bahru. Il MAWAR ha anche raccolto donazioni da distribuire alle vittime delle inondazioni del Johor, nonché ai meno fortunati e bisognosi.
Dal 1986 al 2010 fu cancelliere dell'Universiti Teknologi Malesia.
Servì come Raja Permaisuri Agong della Malesia durante il regno di suo marito come Yang di-Pertuan Agong dal 26 aprile 1984 al 25 aprile 1989. Il 23 gennaio 2009 divorziò dal marito.
Il sultano Iskandar morì il 22 gennaio 2010. Gli succedette il figlio avuto dal suo primo matrimonio, Tunku Ibrahim Iskandar. Nel 2011 venne emessa una circolare governativa la privò del titolo onorifico di sultana per assegnarle quello di "Tunku Puan Zanariah" o semplicemente "Tunku Zanariah". La corte reale non le riconobbe come una ex detentrice del titolo di sultana di Johor.

## Interessi
Tunku Zanariah aveva una passione per le arti, amava anche cucinare e si prendeva cura delle faccende domestiche. Prestava particolare cura e attenzione alla selezione e alla disposizione delle decorazioni del palazzo soprattutto nella preparazione delle cene ufficiali. Tunku Zanariah amava anche la lettura, soprattutto di tipo culturale, storica ed economica, anche dei paesi vicini.
Durante il tempo libero, Tunku Zanariah amava esercitarsi a cavallo e giocare a golf o tennis. Praticava anche lo sci d'acqua. In gioventù scalò la Gunung Ledang, la montagna più alta di Johor. Attualmente è l'unica consorte reale ad averlo fatto.

## Morte e funerale
Tunku Puan Zanariah morì nella serata di lunedì 17 marzo 2019. La sua scomparsa venne annunciata sulle pagine Facebook e Instagram del sultano alle 08:10 del giorno successivo. Le esequie si tennero lo stesso giorno nella sala delle udienze dell'Istana Bukit Serene di Johor Bahru. Alle 14 di quella giornata fu sepolta accanto a sua madre nel mausoleo reale Mahmoodiah di Johor Bahru.